# Bank Austria-TennisTrophy
Bank Austria-TennisTrophy är en internationell tennistävling för herrar som ingår i ATP-touren. 

## Resultat

### Singel
| År   | Mästare            | Finalist            | Resultat                      |
| ---- | ------------------ | ------------------- | ----------------------------- |
| 2008 | Philipp Petzschner | Gael Monfils        | 6–4, 6–4                      |
| 2007 | Novak Djokovic     | Stanislas Wawrinka  | 6–4, 6–0                      |
| 2006 | Ivan Ljubicic      | Fernando Gonzalez   | 6–3, 6–4, 7–5                 |
| 2005 | Ivan Ljubicic      | Juan Carlos Ferrero | 6–2, 6–4, 7–6(7)              |
| 2004 | Feliciano Lopez    | Guillermo Canas     | 6–4, 1–6, 7–5, 3–6, 7–5       |
| 2003 | Roger Federer      | Carlos Moya         | 6–3, 6–3, 6–3                 |
| 2002 | Roger Federer      | Jiri Novak          | 6–4, 6–1, 3–6, 6–4            |
| 2001 | Tommy Haas         | Guillermo Canas     | 6–2, 7–6(8), 6–4              |
| 2000 | Tim Henman         | Tommy Haas          | 6–4, 6–4, 6–4                 |
| 1999 | Greg Rusedski      | Nicolas Kiefer      | 6–7(7), 2–6, 6–3, 7–5, 6–4    |
| 1998 | Pete Sampras       | Karol Kucera        | 6–3, 7–6(3), 6–1              |
| 1997 | Goran Ivanisevic   | Greg Rusedski       | 3–6, 6–7(4), 7–6(7), 6–2, 6–3 |
| 1996 | Boris Becker       | Jan Siemerink       | 6–4, 6–7(7), 6–2, 6–3         |
| 1995 | Filip Dewulf       | Thomas Muster       | 7–5, 6–2, 1–6, 7–5            |
| 1994 | Andre Agassi       | Michael Stich       | 7–6(4), 4–6, 6–2, 6–3         |
| 1993 | Goran Ivanisevic   | Thomas Muster       | 4–6, 6–4, 6–4, 7–6(3)         |
| 1992 | Petr Korda         | Gianluca Pozzi      | 6–3, 6–2, 5–7, 6–1            |
| 1991 | Michael Stich      | Jan Siemerink       | 6–4, 6–4, 6–4                 |
| 1990 | Anders Järryd      | Horst Skoff         | 6–3, 6–3, 6–1                 |
| 1989 | Paul Annacone      | Kelly Evernden      | 6–7, 6–4, 6–1, 2–6, 6–3       |
| 1988 | Horst Skoff        | Thomas Muster       | 4–6, 6–3, 6–4, 6–2            |
| 1987 | Jonas Svensson     | Amos Mansdorf       | 1–6, 1–6, 6–2, 6–3, 7–5       |
| 1986 | Brad Gilbert       | Karel Novacek       | 3–6, 6–3, 7–5, 6–0            |
| 1985 | Jan Gunnarsson     | Libor Pimek         | 6–7, 6–2, 6–4, 1–6, 7–5       |
| 1984 | Tim Wilkison       | Pavel Slozil        | 6–1, 6–1, 6–2                 |
| 1983 | Brian Gottfried    | Mel Purcell         | 6–2, 6–3, 7–5                 |
| 1982 | Brian Gottfried    | Bill Scanlon        | 6–1, 6–4, 6–0                 |
| 1981 | Ivan Lendl         | Brian Gottfried     | 1–6, 6–0, 6–1, 6–2            |
| 1980 | Brian Gottfried    | Trey Waltke         | 6–2, 6–4, 6–3                 |
| 1979 | Stan Smith         | Wojtek Fibak        | 6–4, 6–0, 6–2                 |
| 1978 | Stan Smith         | Balazs Taroczy      | 4–6, 7–6, 7–6, 6–3            |
| 1977 | Brian Gottfried    | Wojtek Fibak        | 6–1, 6–1                      |
| 1976 | Wojtek Fibak       | Raul Ramirez        | 6–7, 6–3, 6–4, 2–6, 6–1       |
| 1975 | Spelades inte      | Spelades inte       | Spelades inte                 |
| 1974 | Vitas Gerulaitis   | Andrew Pattison     | 6–4, 3–6, 6–3, 6–2            |